# Luis Mario Pastori
Luis Mario Pastori (La Escondida, 13 de marzo de 1952) es un político y contador argentino, que se desempeñó como diputado nacional de la provincia de Misiones en diversas oportunidades, representando a la Unión Cívica Radical.

## Biografía
Pastori nació el 13 de marzo de 1952 en la localidad de La Escondida, provincia de Chaco. Se recibió de Contador Público Nacional en la Universidad Nacional de Misiones, donde posteriormente también fue docente. Además, ejerció la docencia en la Universidad Gastón Dachary.
Militante de la Unión Cívica Radical, comenzó su carrera política como Director de Hacienda de la ciudad de Jardín América, posteriormente trabajó como asesor parlamentario en la Cámara de Representantes de la Provincia de Misiones.
Fue electo como diputado provincial en 2003, cargo que ocupó hasta el 2013, y posteriormente diputado nacional por la provincia de Misiones, desde ese último año hasta el 2017, cargó que renovó ese año hasta el 2021, esta última vez como parte de la alianza Juntos por el Cambio (JxC). Se postuló a gobernador de Misiones en las elecciones de 2011 y a vicegobernador en las de 2019), siendo siempre derrotado por los candidatos del Frente Renovador de la Concordia Social, entre otros.